# 梅瑟蒂鎮足球會
梅瑟蒂鎮足球會(Merthyr Town Football Club )是一支位於威爾斯梅瑟蒂德菲爾的職業足球會，目前於英格蘭足球南部聯賽超聯組南角逐。

## 外部連結
- Official site （页面存档备份，存于）